# Royal Television Society Awards
Les Royal Television Society Awards sont des récompenses cinématographiques remises depuis 1971, récompensant les meilleures émissions de télévision diffusées au Royaume-Uni durant l'année précédente.
Ils sont décernés lors d'une cérémonie annuelle organisée par la Royal Television Society (RTS).

## Palmarès

### Années 2010

#### 2010
La 72e cérémonie des Royal Television Society Awards s'est déroulée le 24 février 2010 à Grosvenor House à Londres, et a récompensé les programmes télévisés de l'année précédente :
- Meilleure comédie scénarisée : The Thick of It
- Meilleur programme de divertissement : Newswipe with Charlie Brooker
- Meilleur programme diffusé dans la journée : Come Dine With Me
- Meilleur programme sur les arts : Baroque
- Meilleur programme documentaire : Wounded
- Meilleur programme historique : Garrow's Law
- Meilleure série basée sur des faits réels : Famous, Rich and Homeless
- Meilleur programme national et régional : A History of Scotland (BBC Scotland)
- Meilleur programme d'étude du style de vie : Heston's Feasts - Heston's Victorian Feast
- Meilleur drame pour enfants : Roy
- Meilleur programme pour enfants : Big and Small - Blame it on the Drain
- Meilleur programme multi-chaînes : Dating in the Dark
- Meilleur présentateur : Louis Theroux - A Place for Paedophiles
- Meilleur programme international : Mad Men
- Meilleur programme scientifique : Inside Nature's Giants
- Meilleur soap : EastEnders
- Meilleur téléfilm dramatique : Five Minutes of Heaven
- Meilleure série dramatique : The Street
- Meilleure minisérie dramatique : Unforgiven
- Meilleure actrice : Naomie Harris - Small Island
- Meilleur acteur : David Oyelowo - Small Island
- Meilleure performance divertissante : Harry Hill - Harry Hill's TV Burp
- Meilleure performance comique : Miranda Hart - Miranda
- Meilleur scénariste - Drame : Peter Bowker - Occupation
- Meilleur scénariste - Comédie : Iain Morris et Damon Beesley - Les Boloss : Loser attitude
- Judge Award : Norma Percy
- Lifetime Achievement Award : Tony Warren

#### 2011
La 73e cérémonie des Royal Television Society Awards s'est déroulée le février 2011 à Grosvenor House à Londres, et a récompensé les programmes télévisés de l'année précédente.

#### 2012
La 74e cérémonie des Royal Television Society Awards s'est déroulée le février 2012 à Grosvenor House à Londres, et a récompensé les programmes télévisés de l'année précédente.

#### 2013
La 75e cérémonie des Royal Television Society Awards s'est déroulée le février 2013 à Grosvenor House à Londres, et a récompensé les programmes télévisés de l'année précédente.

#### 2014
La 76e cérémonie des Royal Television Society Awards se déroulera le février 2014 à Grosvenor House à Londres, et a récompensé les programmes télévisés de l'année précédente.